# Памятник Герману Титову (Краснознаменск)
Памятник Герману Титову в Краснознаменске был установлен 28 сентября 2012 года, торжественно открыт 4 октября этого же года. Памятник установлен в сквере, носящем имя Германа Титова.
Церемония открытия памятника была приурочена к 55-летнему юбилею запуска первого искусственного спутника.
На церемонии открытия присутствовали вдова лётчика-космонавта Германа Титова Тамара Васильевна Титова, командующий войсками ВКО России генерал-полковник О. Остапенко, руководитель города Краснознаменска А. Г. Тришин, губернатор Алтайского края Александр Карлин и ряд лётчиков-космонавтов.
Автором памятника является народный художник России Салават Александрович Щербаков.
Решение установить памятник Герману Титову в Краснознаменске было принято в связи с тем, что с 1972 года здесь работал Центр автоматизированной системы управления космическими аппаратами (с 2001 года носит название Главный центр управления орбитальными аппаратами Министерства Обороны РФ), носящий имя Германа Титова, который ранее работал в этом центре.

## Описание памятника
Памятник представляет собой полноростовую скульптуру из бронзы высотой 2,7 метра. Вес скульптуры около тонны. Титов изображён в космическом скафандре, в котором он выполнял полёт. Он представлен в движении, свободно идущим, его голова показана в скульптуре без шлема. Памятник помещён на небольшой постамент.
На памятнике находится надпись:
«Летчик-космонавт СССР Герой Советского Союза генерал-полковник авиации Титов Герман Степанович»
Перед фигурой Титова в скульптурной группе располагается художественная арка, изображающая 17 оборотов вокруг Земли, выполненных летательным аппаратом, который пилотировал Титов. В верхней части арки расположена подвесная скульптура, стилизованно изображающая космический аппарат «Восток», на котором совершил свой полёт Герман Титов.